# Maison vénitienne (Sighișoara)
 (septembre 2018).
La Maison Vénitienne de Sighișoara (en roumain : Casa Venețiană) a été appelée ainsi en raison de ses encadrements de fenêtres, qui imitent le style vénitien. La maison, également nommée Maison verte, remonte au XVIe siècle. La légende dit que le maire de Sighișoara était tombé amoureux d'une Vénitienne qu'il avait emmenée à Sighișoara. Ils étaient heureux, mais la dame regrettait tellement sa ville natale que le maire a décidé de faire venir Venise à Sighișoara, en reconstruisant sa maison dans un style Vénitien.